# Нашвил (филм)
„Нашвил“ (на английски: Nashville) е американски сатиричен, музикален, комедийно драматичен филм от 1975 г. на режисьора Робърт Олтмън.

## Сюжет
Разказват се множество паралелни истории на хора, свързани с музикалната сцена в Нашвил. Барбара Джийн е кралицата на кънтри музиката, но е пред нервна криза. Лини и Делбърт Рийз имат нестабилен брак и дете инвалид. Опал е британски журналист, който обикаля областта. Тези и други истории се преплитат, за да достигнат до драматичен финал. Филмът е изпълнен с много музика.

## В ролите
| Изпълнител       | Роля                                       |
| ---------------- | ------------------------------------------ |
| Кит Карадайн     | Том Фрэнк                                  |
| Дейвид Аркин     | Норман                                     |
| Барбара Баксли   | Лейди Пърл                                 |
| Нед Бийти        | Делбърт (Дел) Рийз                         |
| Карън Блек       | Кони Уайт                                  |
| Рони Блейкли     | Барбара Джейн                              |
| Тимъти Браун     | Томи Браун                                 |
| Джералдин Чаплин | Опал                                       |
| Робърт Доки      | Уейд Кули                                  |
| Шели Дювал       | Л.А.Джоан                                  |
| Алън Гарфийлд    | Барнет, съпруг и мениджър на Барбара Джейн |
| Хенри Гибсън     | Хейвън Хамилтън                            |
| Скот Глен        | Глен Кели                                  |
| Джеф Голдблум    | Мъжът на триколесният мотор                |
| Барбара Харис    | Албукерке                                  |
| Лили Томлин      | Линеа Рис                                  |

## Награди и номинации
- 1976 Печели награда „Златна мечка“ на филмовия фестивал в Берлин.